# Pyramaze
I Pyramaze sono un gruppo power metal danese, fondato a Hjordkær nell'inverno tra il 2001 e il 2002 per volontà del chitarrista Michael Kammeyer.

## Storia
Nel giro di un paio d'anni la band riesce a crearsi una notevole cerchia di fan, forte della pubblicazione nel 2004 di Melancholy Beast, album di debutto che conferisce alla band una certa notorietà.
Nel 2006 i Pyramaze pubblicano l'album Legend of the Bone Carver che conferma ciò che di buono avevano fatto col primo album. Il genere proposto dalla band è un power metal epico e roccioso, arricchito da moderne influenze progressive metal e sinfoniche.
Nel 2008 viene pubblicato l'album Immortal e nel 2015 viene pubblicato Disciples of the Sun.

## Formazione

### Formazione attuale
- Morten Gade Sørensen − batteria (2001–2011, 2015–presente)
- Jonah Weingarten − tastiere (2001–2011, 2015–presente)
- Toke Skjønnemand − chitarra (2004–2011, 2015–presente)
- Jacob Hansen − chitarra, basso (2015–presente)
- Terje Haroy – voce (2015-presente)

### Ex componenti
- Michael Kammeyer − chitarra (2001–2011)
- Lance King − voce (2001–2006)
- Niels Kvist − basso (2001–2011)
- Matt Barlow – voce (2007–2008)
- Urban Breed – voce (2008–2011)

## Discografia

### Album in studio
- 2004 – Melancholy Beast
- 2006 – Legend of the Bone Carver
- 2008 – Immortal
- 2015 – Disciples of the Sun
- 2017 – Contingent
- 2020 – Epitaph